# Єдиний інтегрований оперативний план

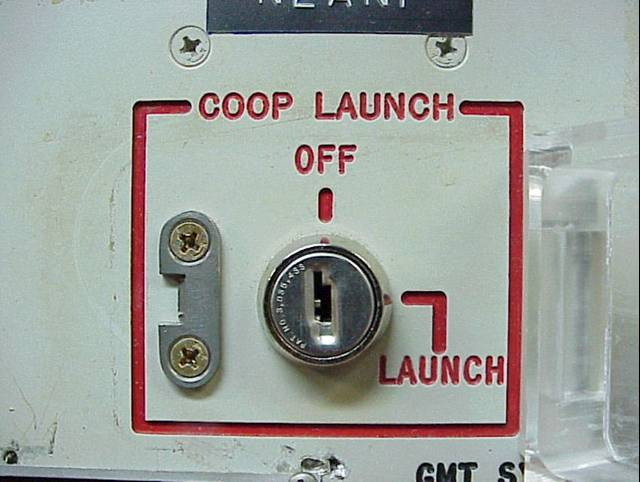
Пусковий перемикач LGM-30G у положенні "вимкнено".

Єдиний інтегрований оперативний план (англ. Single Integrated Operational Plan, SIOP) — загальний план ядерної війни Сполучених Штатів з 1961 по 2003 рік. SIOP надав президенту Сполучених Штатів низку варіантів націлювання та описав процедури запуску та набори цілей, проти яких буде застосована ядерна зброя.  План інтегрував можливості ядерної тріади стратегічних бомбардувальників, міжконтинентальних балістичних ракет наземного базування (МБР) і балістичні ракети підводного човна (БРПЛ) морського базування. SIOP був сурово секретним документом і був одним із найбільш секретних і делікатних питань у політиці національної безпеки США.